# Телескопічний ряд
Телескопічний ряд в математиці — нескінченний ряд, суму якого можна легко знайти, виходячи з того, що при розкритті дужок майже всі доданки взаємознищуються. Назва була дана по аналогії зі стволом телескопа, який може зменшувати свою довжину, склавшись кілька разів.
Найвідоміший приклад такого ряду — сума {\displaystyle \sum _{n=1}^{\infty }{\frac {1}{n(n+1)}}}, яка спрощується
наступним чином:
{\displaystyle {\begin{aligned}\sum _{n=1}^{\infty }{\frac {1}{n(n+1)}}&{}=\sum _{n=1}^{\infty }\left({\frac {1}{n}}-{\frac {1}{n+1}}\right)=\\&{}=\left(1-{\frac {1}{2}}\right)+\left({\frac {1}{2}}-{\frac {1}{3}}\right)+\cdots =\\&{}=1+\left(-{\frac {1}{2}}+{\frac {1}{2}}\right)+\left(-{\frac {1}{3}}+{\frac {1}{3}}\right)+\cdots =1.\end{aligned}}}
Суть телескопічних сум полягає в тому, що кожен доданок ряду представдяється у вигляді різниці і тому часткова сума ряду спрощується:
{\displaystyle \sum _{i=1}^{n}(a_{i}-a_{i+1})=(a_{1}-a_{2})+(a_{2}-a_{3})+\cdots +(a_{n-1}-a_{n})+(a_{n}-a_{n+1})=a_{1}-a_{n+1}}.
Аналогічно можна уявити собі «телескопічний» добуток, тобто нескінченний добуток вигляду:
{\displaystyle \prod _{i=1}^{n}{\frac {a_{i+1}}{a_{i}}}={\frac {a_{2}}{a_{1}}}\cdot {\frac {a_{3}}{a_{2}}}\cdot {\frac {a_{4}}{a_{3}}}\cdots {\frac {a_{n}}{a_{n-1}}}\cdot {\frac {a_{n+1}}{a_{n}}}={\frac {a_{n+1}}{a_{1}}}}.
При сумуванні умовно збіжних нескінченних рядів потрібно звертати увагу на те, що перегрупування доданків може призвести до зміни результату (див. Теорема Рімана про умовно збіжний ряд). Наприклад, «парадокс» з рядом Гранді:
{\displaystyle 0=\sum _{n=1}^{\infty }0=\sum _{n=1}^{\infty }(1-1)=1+\sum _{n=1}^{\infty }(-1+1)=1\,}
Цього можна уникнути, якщо завжди розглядати суму перших n членів, а потім знаходити границю при {\displaystyle n\to \infty }.

## Приклади
Багато тригонометричних функцій дозволяють представлення у вигляді різниці, що дозволяє організувати взаємознищення відповідних доданків
{\displaystyle {\begin{aligned}\sum _{n=1}^{N}\sin \left(n\right)&{}=\sum _{n=1}^{N}{\frac {1}{2}}\operatorname {cosec} \left({\frac {1}{2}}\right)\left(2\sin \left({\frac {1}{2}}\right)\sin \left(n\right)\right)=\\&{}={\frac {1}{2}}\operatorname {cosec} \left({\frac {1}{2}}\right)\sum _{n=1}^{N}\left(\cos \left({\frac {2n-1}{2}}\right)-\cos \left({\frac {2n+1}{2}}\right)\right)=\\&{}={\frac {1}{2}}\operatorname {cosec} \left({\frac {1}{2}}\right)\left(\cos \left({\frac {1}{2}}\right)-\cos \left({\frac {2N+1}{2}}\right)\right).\end{aligned}}}
- часткова сума геометричної прогресії:

{\displaystyle (x-1)\sum _{k=0}^{n}x^{k}=\sum _{k=0}^{n}(x^{k+1}-x^{k})=x^{n+1}-1.}
- іноді доводиться застосовувати «телескопічне» перетворення два рази:

{\displaystyle {\begin{aligned}(x-1)^{2}\sum _{k=1}^{n}kx^{k-1}&=\sum _{k=1}^{n}(kx^{k+1}-2kx^{k}+kx^{k-1})=\\&=\sum _{k=1}^{n}[kx^{k+1}-(k-1)x^{k}]-\sum _{k=1}^{n}[(k+1)x^{k}-kx^{k-1}]=nx^{n+1}-(n+1)x^{n}+1\end{aligned}}}.
Другий метод обчислення цієї суми — представити доданки у вигляді похідної від геометричної прогресії:
{\displaystyle \sum _{k=1}^{n}kx^{k-1}={\frac {\rm {d}}{{\rm {d}}x}}\sum _{k=0}^{n}x^{k}={\frac {\rm {d}}{{\rm {d}}x}}{\frac {x^{n+1}-1}{x-1}}={\frac {(n+1)x^{n}(x-1)-(x^{n+1}-1)}{(x-1)^{2}}}={\frac {nx^{n+1}-(n+1)x^{n}+1}{(x-1)^{2}}}}.